# Rhophitulus vagabundus
Rhophitulus vagabundus là một loài Hymenoptera trong họ Andrenidae. Loài này được Cockerell mô tả khoa học năm 1918.